# Ward c. Québec (Commission des droits de la personne et des droits de la jeunesse)
Jugement complet
https://decisions.scc-csc.ca/scc-csc/scc-csc/fr/item/19046/index.do
Ward c. Québec (Commission des droits de la personne et des droits de la jeunesse) est un arrêt de la Cour suprême du Canada rendu en 2021 concernant la notion de propos discriminatoires, de la discrimination selon l'apparence physique et à propos de la compétence limitée du Tribunal des droits de la personne en vertu de la Charte des droits et libertés de la personne (Charte québécoise). 

## Les faits
Jérémy Gabriel est un chanteur qui s'est fait connaître en chantant pour le pape Benoît XVI. Mike Ward est un humoriste connu pour son style d'humour percutant. Mike Ward a fait des blagues dans ses spectacles d'humour sur le syndrome congénital dont Jérémy Gabriel est atteint depuis la naissance (le syndrome de Treacher Collins), en affirmant dans la chute de la blague que cette maladie n'est nullement mortelle et que le seul symptôme de cette maladie est d'être laid.   

### Propos litigieux
Les propos litigieux ont été publiés intégralement dans la décision de la Cour suprême. 

« Elle m’impressionne Céline parce qu’elle a chanté pour le pape, le seul autre enfant québécois [à] chanter pour le pape? Le petit Jérémy?
Vous vous rappelez du petit Jérémy, t’sais le jeune avec le sub‑woofer su’a tête?
Quand le petit Jérémy est arrivé tout le monde chialait sauf moi, j’étais le seul à le défendre. T’sais quand y’est arrivé, y’a chanté pour le pape, le monde disait « Y’est ben mauvais, y fausse, y chante mal. » Moi je le défendais, j’disais « Y’est mourant, laissez le vivre son rêve, y vie un rêve. Son rêve était de fausser devant le pape. »
Pis après y’a chanté pour les Canadiens, le monde [chialait] encore « Y chante mal. Y fausse, y’est pas bon. » Criss y vie un rêve, laisse le vivre son rêve.
[Il a chanté pour] Céline, encore des « Y’est ben poche lui, Y fausse, y chante mal. » Crisse y’est [mourant], laissez le vivre son rêve. Je le [défendais] [...] Sauf que là [...] 5 ans plus tard [...] y’est pas encore mort!
Moi le cave je le [défendais] comme un cave, pis y meurt pas.
Je l’ai vu avec sa mère dans un Club Piscine, j’ai essayé de le noyer [. . .] pas capable, pas capable, y’est pas tuable.
J’suis allé voir sur Internet c’était quoi sa maladie? Sais‑tu c’est quoi qu’y a? Y’est lette! »

## Historique judiciaire

### Tribunal des droits de la personne
En 2015, la Commission des droits de la personne et des droits de la jeunesse, entame une poursuite judiciaire contre Mike Ward en raison des propos discriminatoires qui auraient été tenus dans son spectacle Mike Ward s'eXpose. Le 20 juillet 2016, le Tribunal des droits de la personne condamne Mike Ward à verser 35 000 $ à Jérémy Gabriel et 7 000 $ à sa mère à titre de dommages moraux et punitifs. 
À la suite de cette décision Juste pour rire et Just for Laugh organisent une soirée bénéfice afin de soutenir Ward en lien avec la liberté d'expression. Le spectacle bilingue tenu au Métropolis rassemble des humoristes dont Rachid Badouri, Jimmy Carr, Ralphie May et Tom Green,.

### Cour d'appel du Québec
Ward dépose un appel à la Cour d'appel du Québec, demande acceptée le 12 octobre 2016. Le 16 janvier 2019, la Cour d'appel entend les arguments de l'humoriste.
La décision de novembre 2019 annule le paiement à la mère du plaignant, mais maintient celle à l'égard de Gabriel. Ward fait appel à la Cour suprême du Canada qui accepte en juillet 2020 d'entendre la cause. L'audition a lieu au mois de février 2021.

## Décision
La cause divise la Cour suprême. À 5 juges contre 4, elle accueille le pourvoi de Mike Ward.

## Motifs

### Distinction entre diffamation et discrimination
La discrimination n'est pas la même chose que la diffamation. Un recours en discrimination repose sur les effets des propos discriminatoires et non sur le contenu des propos, comme c'est le cas dans la diffamation.  La Cour suprême critique le courant jurisprudentiel qui condamnerait des individus pour le seul contenu des propos discriminatoires sans que le critère de l'effet social de la discrimination n'ait été bien établi. Cela équivaudrait à créer un deuxième recours en diffamation.

### Compétence limitée du Tribunal des droits de la personne
D'autre part, cette décision réaffirme que le Tribunal des droits de la personne n'est pas compétent en vertu des articles 1 à 9.1 de la Charte québécoise, ce qui limite sérieusement, voire exclut les possibilités de ce tribunal d'entendre des causes fondées sur l'atteinte à la dignité. Ce tribunal n'est compétent que pour les articles 10 à 19 et 48 de la Charte québécoise,.
La Tribunal des droits de la personne conserve néanmoins une compétence sur certains types de propos discriminatoires lorsque ceux-ci s'apparentent à du harcèlement en vertu des articles 10 et 10.1 CDLP ou à de la publicité discriminatoire en vertu des articles 10 et 11 CDLP.

### Nature des propos discriminatoires
La Cour rappelle les trois critères de ce que constitue une discrimination : 
1. distinction, exclusion ou préférence;
2. une des caractéristiques protégées a été un facteur dans la différence de traitement;
3. cette différence de traitement a pour effet de détruire ou de compromettre l’égalité dans la reconnaissance ou l’exercice d’un droit dont la protection s’impose au regard de l’art. 9.1 dans le contexte où il est invoqué[16] ; pour les articles 10  et suivants de la Charte, l'analyse en vertu de l'article 9.1 ne s'impose pas[17],[18].

Au paragraphe 86 de la décision, la Cour suprême affirme que l’analyse des propos discriminatoires doit être centrée sur les effets discriminatoires probables des propos et non sur le préjudice émotionnel subi par la personne qui allègue être victime de discrimination.
Il existe différentes catégories juridiques de propos discriminatoires. Certains propos discriminatoires s'apparentent à du harcèlement discriminatoire (art. 10.1 CDLP) ou à de la publicité discriminatoire (art. 11 CDLP), d'autres compromettent l'égalité dans la reconnaissance ou l'exercice des libertés et droits fondamentaux énoncés aux articles 1 à 9 de la Charte québécoise. Vu que le harcèlement discriminatoire de l'article 10.1 CDLP n'est pas soumis à l'analyse relative aux libertés et droits fondamentaux de l'article 9.1 CDLP, la Cour suprême laisse entendre que relier le harcèlement discriminatoire à l'article 10 CDLP aurait pu être plus avantageux pour un plaignant dans une telle situation.
Puisque la Cour suprême a redéfini l'atteinte à la dignité de manière restrictive, en excluant les situations de manque de civilité, en pratique elle limite le nombre de cas où l'analyse en vertu de l'article 9.1 est nécessaire dans les affaires de propos discriminatoires,. Autrefois, les poursuites pour propos discriminatoires s'appuyaient souvent sur l'article 4 de la Charte québécoise, mais la Cour suprême rejette la tendance qui consiste à traiter le droit à la sauvegarde de la dignité comme une simple modalité d'application des autres droits fondamentaux.
Enfin, des propos discriminatoires peuvent être prononcés en privé dans des cas exceptionnels : dans ce cas, il doit être possible de conclure objectivement que des tiers, s'ils étaient présents, auraient imposé un traitement discriminatoire s'ils avaient entendu les propos.
Même lorsque tous les critères des propos discriminatoires sont remplis, la Cour suprême rappelle qu'il est nécessaire de faire ensuite la preuve de l'atteinte illicite, soit « la preuve de la coexistence d’une faute, d’un préjudice et d’un lien de causalité entre ces deux éléments ». Par conséquent, même si une personne prouve que des propos discriminatoires ont été prononcés contre elle, elle peut néanmoins théoriquement perdre sa cause si elle ne fait pas la preuve de son préjudice ou du lien de causalité entre la faute et le préjudice.

### Relation entre handicap, apparence physique et humour
Bien qu'elle ne nie pas que Gabriel ait pu souffrir d'un handicap au sens de la loi, la Cour affirme que les propos qui relèvent de l'humour ne sont pas ordinairement de nature à entraîner un effet discriminatoire dans l'exercice d'un droit, au sens de l'article 10 de la Charte, car de tels propos ne cherchent pas à provoquer l'exclusion ou la haine, ou la perpétuation de préjugés ou de désavantages.
En prenant un contre-exemple, elle observe que distribuer des tracts haineux comme dans l'arrêt Saskatchewan (Human Rights Commission) c. Whatcott est un bon exemple d'une situation où le critère de l'effet social discriminatoire est satisfait.

### La notoriété n'est pas un motif de discrimination
Enfin, si un tribunal a de prime abord reconnu que la notoriété d'une personne plutôt que son handicap est le véritable motif des propos litigieux, il doit conclure qu'il ne s'agit pas du tout d'un cas de discrimination car la notoriété n'est pas reconnue comme un motif de discrimination dans la Charte québécoise. En l'espèce, selon la Cour suprême, puisque le Tribunal des droits de la personne a conclu que Mike Ward avait choisi Jérémy Gabriel en raison de son statut de célébrité publique et non de son handicap, il aurait dû conclure qu'il n'y avait pas de discrimination. 
En se fondant sur les règles de norme de contrôle de l'arrêt Housen c. Nikolaisen , la Cour suprême a jugé que la Cour d'appel n'aurait pas dû intervenir en substituant son propre jugement sur cette question (à l'effet qu'il s'agit à la fois d'une question de notoriété et de handicap) car il n'y avait pas d'erreur manifeste et déterminante dans la conclusion initiale au sujet de la notoriété.

## Réactions

### Mike Ward et Julius Grey
D’après Ward, en allant en cour, il a fait ce que « n’importe quel autre humoriste aurait fait », car « ce n’est pas vrai que la Commission des droits de la personne va rentrer dans les cabarets ou les salles d’humour pour dicter ce qui est de bon ou mauvais goût ». « Mon humour est de mauvais goût, j’en suis conscient, poursuit-il. Est-ce que mon humour est légal ? Oui. C’est [pour] faire rire, c’est pas de la diffamation, ni des paroles haineuses. »
En entrevue au Devoir, son avocat, Me Julius Grey, s’est quant à lui dit « très content » du jugement. « C’est une victoire pour la liberté d’expression à travers le Canada. Ça démontre que le sentiment subjectif d’avoir été discriminé ne suffit pas pour créer de la discrimination. […] Ça va rassurer les humoristes, mais aussi les professeurs, les acteurs, les activistes, les commentateurs, bref tous ceux qui prennent la parole dans l’espace public. »

### Professeurs Robert Leckey et Pierre-Gabriel Jobin
Les professeurs de droit Robert Leckey et Pierre-Gabriel Jobin critiquent la façon dont la notion de la personne raisonnable (le test objectif) est appliquée par la Cour suprême. Compte tenu que Jérémy était âgé de seulement treize ans au moment des faits et que ses camarades de classe qui se moquaient de lui en réaction aux spectacles de Ward avaient le même âge, selon eux, il serait irréaliste de s'attendre à ce que toutes ces personnes réagissent à l'humour au deuxième degré comme la majorité des adultes sont en mesure de le faire.

## Conséquences
La Commission des droits de la personne annonce un recentrage de ses activités à la suite de l'arrêt Ward. Elle abandonne des dizaines de dossiers qui auraient été rejetés par la Cour suprême en vertu du jugement Ward.   
Néanmoins, le Tribunal des droits de la personne continue malgré tout à rendre des jugements pour des propos discriminatoires de nature raciste qui portent atteinte à la dignité en vertu de l'arrêt Whatcott, malgré la limite de compétence énoncée dans l'arrêt Ward. Une lecture stricte du jugement Ward exclurait la compétence du Tribunal des droits de la personne dans de tels cas et renverrait l'affaire devant les tribunaux de droit commun. Dans l'affaire Mboula Lebala, le juge Luc Huppé critique l'arrêt Ward et refuse de suivre la décision à la lettre, en dépit de la règle du précédent, affirmant que « Avec égards pour la plus haute autorité judiciaire du pays, elle ne précise toutefois pas ce qui, dans chacun de ces jugements, lui paraît constituer une application erronée de la Charte ou une extension indue de la compétence du Tribunal ».